# (12070) Kilkis
(12070) Kilkis (1998 FK63) – planetoida z pasa głównego asteroid okrążająca Słońce w ciągu 3,8 lat w średniej odległości 2,43 j.a. Odkryta 20 marca 1998 roku.